# Kappelkinger
Kappelkinger [kapəlkɛ̃ʒe] est une commune française située dans le département de la Moselle et le bassin de vie de la Moselle-Est, en région Grand Est.

## Géographie
| Petit-Tenquin | Hilsprich    | Le Val-de-Guéblange |
| Nelling       | Kappelkinger | Hazembourg          |
| Insming       |              | Vittersbourg        |

- Écarts et lieux-dits : Kohlplatz.

### Hydrographie
La commune est située dans le bassin versant du Rhin au sein du bassin Rhin-Meuse. Elle est drainée par l'Albe, le ruisseau le Buschbach et le ruisseau le Muhlbach.
L'Albe, d'une longueur totale de 33,3 km, prend sa source dans la commune de Rodalbe et se jette  dans la Sarre à Sarralbe, après avoir traversé douze communes.
Le Buschbach, d'une longueur totale de 15,3 km, prend sa source dans la commune de Altrippe et se jette  dans l'Albe en limite de Kappelkinger et de Nelling, après avoir traversé huit communes.

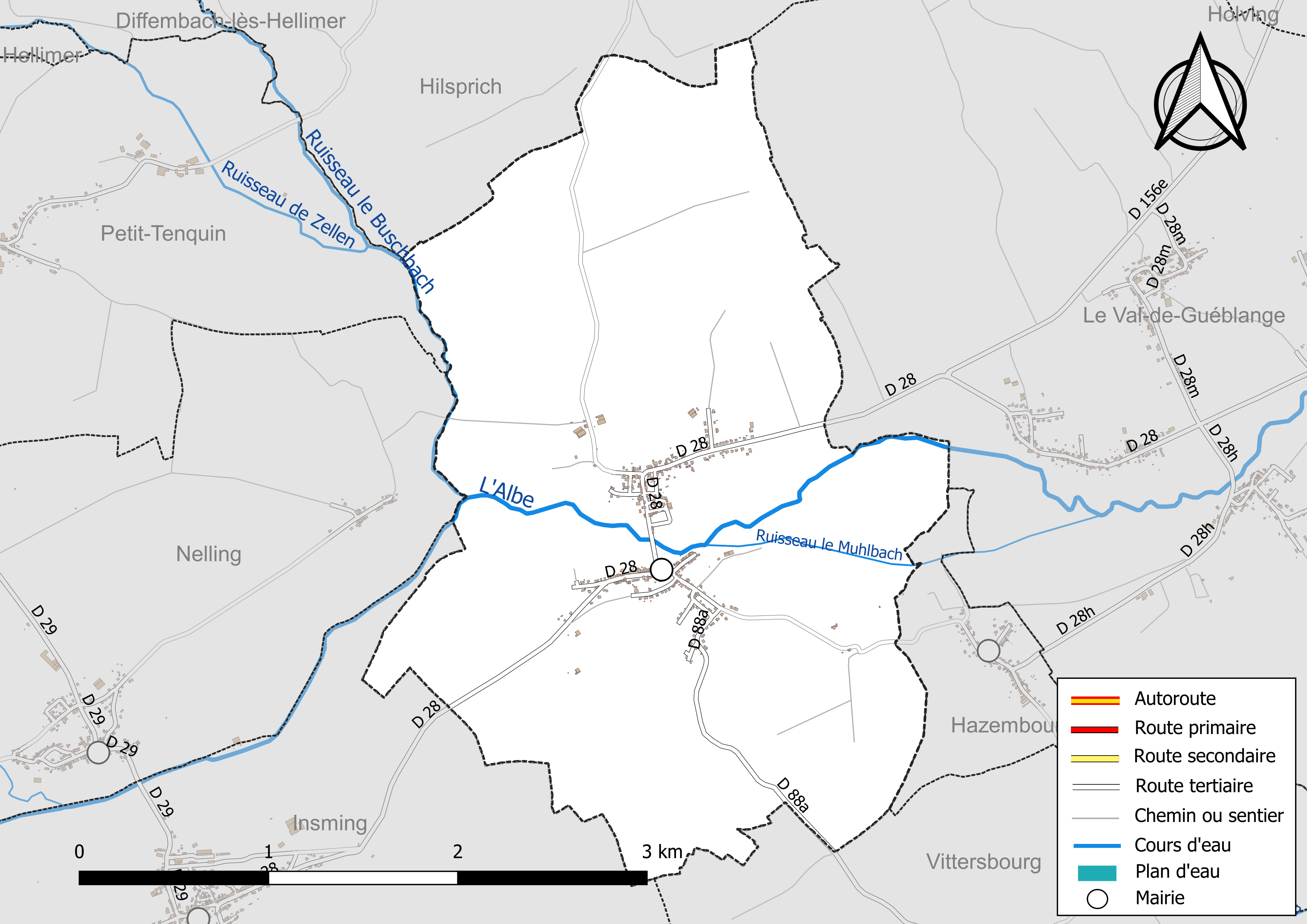
Réseaux hydrographique et routier de Kappelkinger.

La qualité des eaux des principaux cours d'eau de la commune, notamment de l'Albe et du ruisseau le Buschbach, peut être consultée sur un site spécial géré par les agences de l'eau et l'Agence française pour la biodiversité.

### Climat
Pour des articles plus généraux, voir Climat du Grand Est et Climat de la Moselle.
En 2010, le climat de la commune est de type climat des marges montargnardes, selon une étude du Centre national de la recherche scientifique s'appuyant sur une série de données couvrant la période 1971-2000. En 2020, Météo-France publie une typologie des climats de la France métropolitaine dans laquelle la commune est exposée à un climat semi-continental et est dans la région climatique  Vosges, caractérisée par une pluviométrie très élevée (1 500 à 2 000 mm/an) en toutes saisons et un hiver rude (moins de 1 °C). 
Pour la période 1971-2000, la température annuelle moyenne est de 10 °C, avec une amplitude thermique annuelle de 17 °C. Le cumul annuel moyen de précipitations est de 758 mm, avec 11,8 jours de précipitations en janvier et 8,8 jours en juillet. Pour la période 1991-2020, la température moyenne annuelle observée sur la station météorologique installée sur la commune est de 10,6 °C et le cumul annuel moyen de précipitations est de 772,6 mm. 
La température maximale relevée sur cette station est de 38,8 °C, atteinte le 25 juillet 2019 ; la température minimale est de −19,6 °C, atteinte le 26 décembre 2010,,. 
| Mois                                  | jan.           | fév.           | mars          | avril         | mai           | juin          | jui.          | août        | sep.          | oct.          | nov.          | déc.           | année      |
| ------------------------------------- | -------------- | -------------- | ------------- | ------------- | ------------- | ------------- | ------------- | ----------- | ------------- | ------------- | ------------- | -------------- | ---------- |
| Température minimale moyenne (°C)     | −0,4           | −0,3           | 1,3           | 4             | 7,7           | 11,5          | 13            | 12,8        | 8,8           | 6,3           | 3,2           | 0,7            | 5,7        |
| Température moyenne (°C)              | 2,3            | 3,2            | 6,3           | 10,3          | 13,9          | 17,7          | 19,4          | 19,1        | 14,9          | 10,9          | 6,4           | 3,3            | 10,6       |
| Température maximale moyenne (°C)     | 5,1            | 6,7            | 11,3          | 16,6          | 20            | 23,9          | 25,9          | 25,4        | 21            | 15,5          | 9,5           | 6              | 15,6       |
| Record de froid (°C) date du record   | −14,4 16.01.21 | −15,2 12.02.12 | −11 15.03.13  | −5,1 02.04.20 | −1,8 03.05.21 | 2,9 14.06.08  | 4,1 31.07.15  | 3 26.08.18  | −0,3 20.09.12 | −6,4 29.10.12 | −9,7 30.11.10 | −19,6 26.12.10 | −19,6 2010 |
| Record de chaleur (°C) date du record | 16 01.01.22    | 21,3 27.02.19  | 25,7 31.03.21 | 28,5 21.04.18 | 32,7 28.05.17 | 36,5 26.06.19 | 38,8 25.07.19 | 38 04.08.22 | 33,7 15.09.20 | 28,6 02.10.23 | 21,9 08.11.15 | 16 31.12.22    | 38,8 2019  |
| Précipitations (mm)                   | 64,8           | 58,4           | 57,3          | 45,4          | 65,1          | 56,9          | 68,6          | 64,7        | 69,1          | 68,3          | 73,3          | 80,7           | 772,6      |

| Diagramme climatique                                  |             |             |           |           |              |            |              |           |             |            |          |
| J                                                     | F           | M           | A         | M         | J            | J          | A            | S         | O           | N          | D        |
| 5,1−0,464,8                                           | 6,7−0,358,4 | 11,31,357,3 | 16,6445,4 | 207,765,1 | 23,911,556,9 | 25,91368,6 | 25,412,864,7 | 218,869,1 | 15,56,368,3 | 9,53,273,3 | 60,780,7 |
| Moyennes : • Temp. maxi et mini °C • Précipitation mm |             |             |           |           |              |            |              |           |             |            |          |

Les paramètres climatiques de la commune ont été estimés pour le milieu du siècle (2041-2070) selon différents scénarios d'émission de gaz à effet de serre à partir des nouvelles projections climatiques de référence DRIAS-2020. Ils sont consultables sur un site spécial publié par Météo-France en novembre 2022.

## Urbanisme

### Typologie
Au 1er janvier 2024, Kappelkinger est catégorisée commune rurale à habitat dispersé, selon la nouvelle grille communale de densité à sept niveaux définie par l'Insee en 2022.
Elle est située hors unité urbaine et hors attraction des villes,.

### Occupation des sols
L'occupation des sols de la commune, telle qu'elle ressort de la base de données européenne d’occupation biophysique des sols Corine Land Cover (CLC), est marquée par l'importance des territoires agricoles (94,1 % en 2018), en diminution par rapport à 1990 (95,4 %). La répartition détaillée en 2018 est la suivante : prairies (68,2 %), terres arables (22,1 %), zones urbanisées (5,9 %), zones agricoles hétérogènes (3,8 %). L'évolution de l’occupation des sols de la commune et de ses infrastructures peut être observée sur les différentes représentations cartographiques du territoire : la carte de Cassini (XVIIIe siècle), la carte d'état-major (1820-1866) et les cartes ou photos aériennes de l'IGN pour la période actuelle (1950 à aujourd'hui).

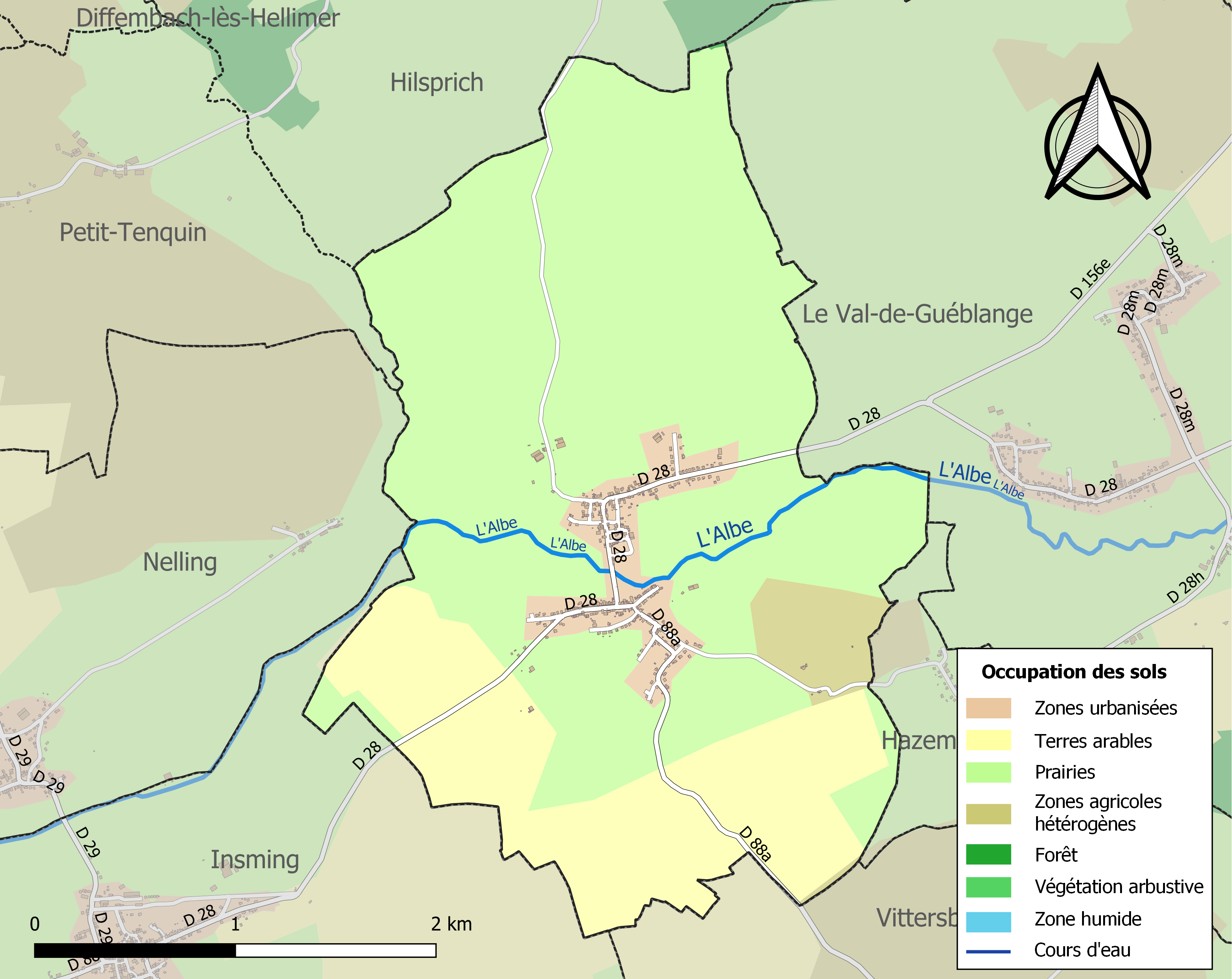
Carte des infrastructures et de l'occupation des sols de la commune en 2018 (CLC).

## Toponymie
Les deux Kingre (1682), les deux Kinger (1700).
- Kappelkinger : Cunegeren (1200), Kongeren (1329), Cungnerey (1395), Cappelkinguer et Cappelkingner (1598), Capolkinger (1700), Capel Kengnier (1720), Kinger (1727), Kapel Kigneur (1755), Cumières (1779 - carte Durival), Kapelkingner (1779)[14].
- Uberkinger : Oberkinge (1756), Uberkigner (1779)[14]. Iwwerkinger en francique lorrain, Überkinger pendant l'annexion allemande.

### Sobriquet
Surnom sur les habitants : Die Sterregucker (Sterngucker) = les regardeurs d'étoiles. Ce sobriquet a son origine dans une maladie contagieuse : les écrouelles ou scrofule. Les malades étaient atteints d'un raidissement des paupières et d'un affaiblissement de la vue, croyant qu'ils regardaient le ciel, d'où l'expression de « regardeur d'étoiles ».

## Histoire
- Dépendait de l'ancienne province des Trois-Évêchés. Village de la seigneurie épiscopale du Val de Guéblange.
- Avant 1150 : Curbera est un alleu du comte de Werde, Siegebert. Curbera qui au fil des ans se transformera en Cungera = Kinger.
- En l'an 1150, Siegebert donne Curbera à l’abbaye de Wadgassen, avec les dîmes et la basse, moyenne et haute justice. La donation est confirmée en 1179 par le pape Alexandre III.
- En l'an 1200, Kappelkinger possède déjà une chapelle (on trouve dans les archives du prieuré d'Insming la traduction allemande faite en 1617 par le vicaire du Val-de-Guéblange).
- En 1224, l'abbaye de Wadgassen renonce à ses droits sur Kappelkinger en faveur du comte Siegebert III et de son fils Henri et reçoit en échange la moitié des dîmes à Guéblange.
- En 1727, Kappelkinger, jusque-là annexe de la paroisse d'Insming, est érigée en paroisse de l'archiprêtré de Morhange avec Überkinger comme annexe. Le 12 décembre 1724, la destruction de la chapelle est ordonnée ainsi que la construction de l'église actuelle, ce aux frais du prieuré d'Insming. Kappelkinger est érigée en paroisse dédiée à saint Jacques en 1727. En 1732 a lieu la construction de l'église de Kappelkinger.
- En 1790, les communes de Kappelkinger et de Ueberkinger font partie du canton de Sarralbe, district de Sarreguemines, avec sept autres communes.
- En 1811, le nombre des communes du canton de Sarralbe passe de 19 à 13, six communes ayant été supprimées et réunies aux communes voisines ; à compter de cette date Uberkinger est une annexe de Kappelkinger[17].

## Blason
Écartelé en sautoir, au 1er de gueules à la chapelle d'argent, aux 2 et 3 d'argent à la coquille d'azur, au 4 de gueules à la crosse d'or issant de la pointe. La chapelle évoque le nom de la localité ; les coquilles sont l'emblème de Saint Jacques, patron de la paroisse. La crosse rappelle l'appartenance du territoire de la commune à l'abbaye de Wadgassen.

## Politique et administration
| Période                                  | Période   | Identité       | Étiquette | Qualité |
| ---------------------------------------- | --------- | -------------- | --------- | ------- |
| mars 1989                                | mars 2008 | Joseph George  |           |         |
| mars 2008                                | En cours  | Bertrand Potié |           |         |
| Les données manquantes sont à compléter. |           |                |           |         |

## Démographie
L'évolution du nombre d'habitants est connue à travers les recensements de la population effectués dans la commune depuis 1793. Pour les communes de moins de 10 000 habitants, une enquête de recensement portant sur toute la population est réalisée tous les cinq ans, les populations de référence des années intermédiaires étant quant à elles estimées par interpolation ou extrapolation. Pour la commune, le premier recensement exhaustif entrant dans le cadre du nouveau dispositif a été réalisé en 2005.

En 2022, la commune comptait 421 habitants, en évolution de +4,99 % par rapport à 2016 (Moselle : +0,52 %, France hors Mayotte : +2,11 %).
| 1793 | 1800 | 1806 | 1821 | 1836 | 1841 | 1861 | 1866 | 1871 |
| ---- | ---- | ---- | ---- | ---- | ---- | ---- | ---- | ---- |
| 254  | 283  | 307  | 567  | 703  | 690  | 624  | 618  | 639  |

| 1875 | 1880 | 1885 | 1890 | 1895 | 1900 | 1905 | 1910 | 1921 |
| ---- | ---- | ---- | ---- | ---- | ---- | ---- | ---- | ---- |
| 604  | 576  | 538  | 530  | 522  | 531  | 568  | 598  | 550  |

| 1926 | 1931 | 1936 | 1946 | 1954 | 1962 | 1968 | 1975 | 1982 |
| ---- | ---- | ---- | ---- | ---- | ---- | ---- | ---- | ---- |
| 552  | 548  | 492  | 468  | 457  | 422  | 442  | 390  | 403  |

| 1990 | 1999 | 2005 | 2006 | 2010 | 2015 | 2020 | 2022 | - |
| ---- | ---- | ---- | ---- | ---- | ---- | ---- | ---- | - |
| 388  | 401  | 398  | 391  | 399  | 404  | 407  | 421  | - |

## Lieux et monuments

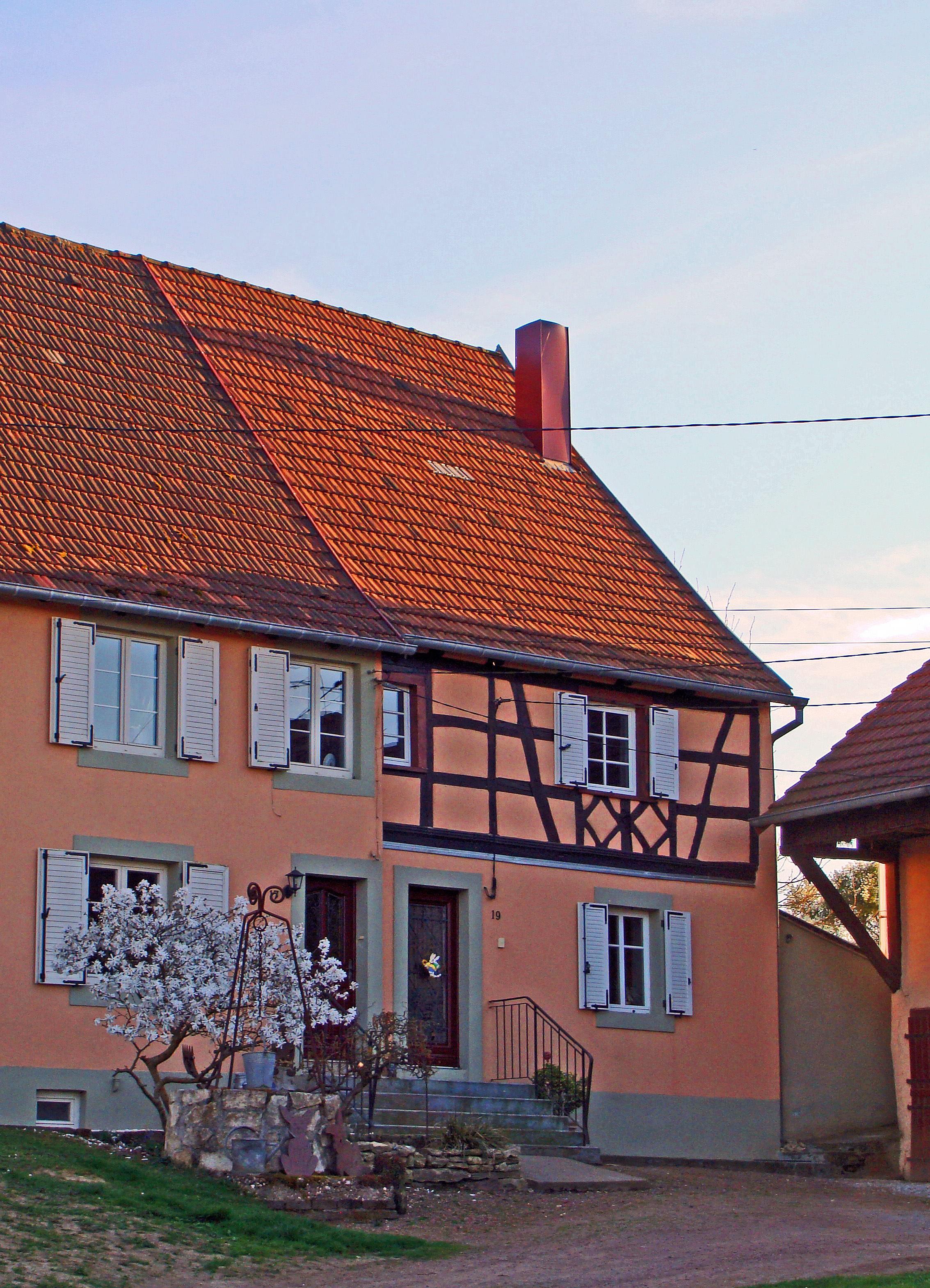
Ancienne maison à colombages.

- Passage d'une voie romaine au sud du village.
- Traces d'un château au lieu-dit Burghuebel.
- Anciennes immeubles à colombages :
  - Ferme en pan de bois du XVIIe siècle et ses dépendances, 9 rue Saint-Jacques, inscrite au titre des monuments historiques par arrêté du 14 décembre 1992[22] ;
  - Maison du XVIIIe siècle à architecture en pan de bois, 3 rue Saint-Jacques, inscrite par arrêté du 14 décembre 1992[23].

Il y a un monument aux morts à côté du cimetière près de la place.

## Édifices religieux

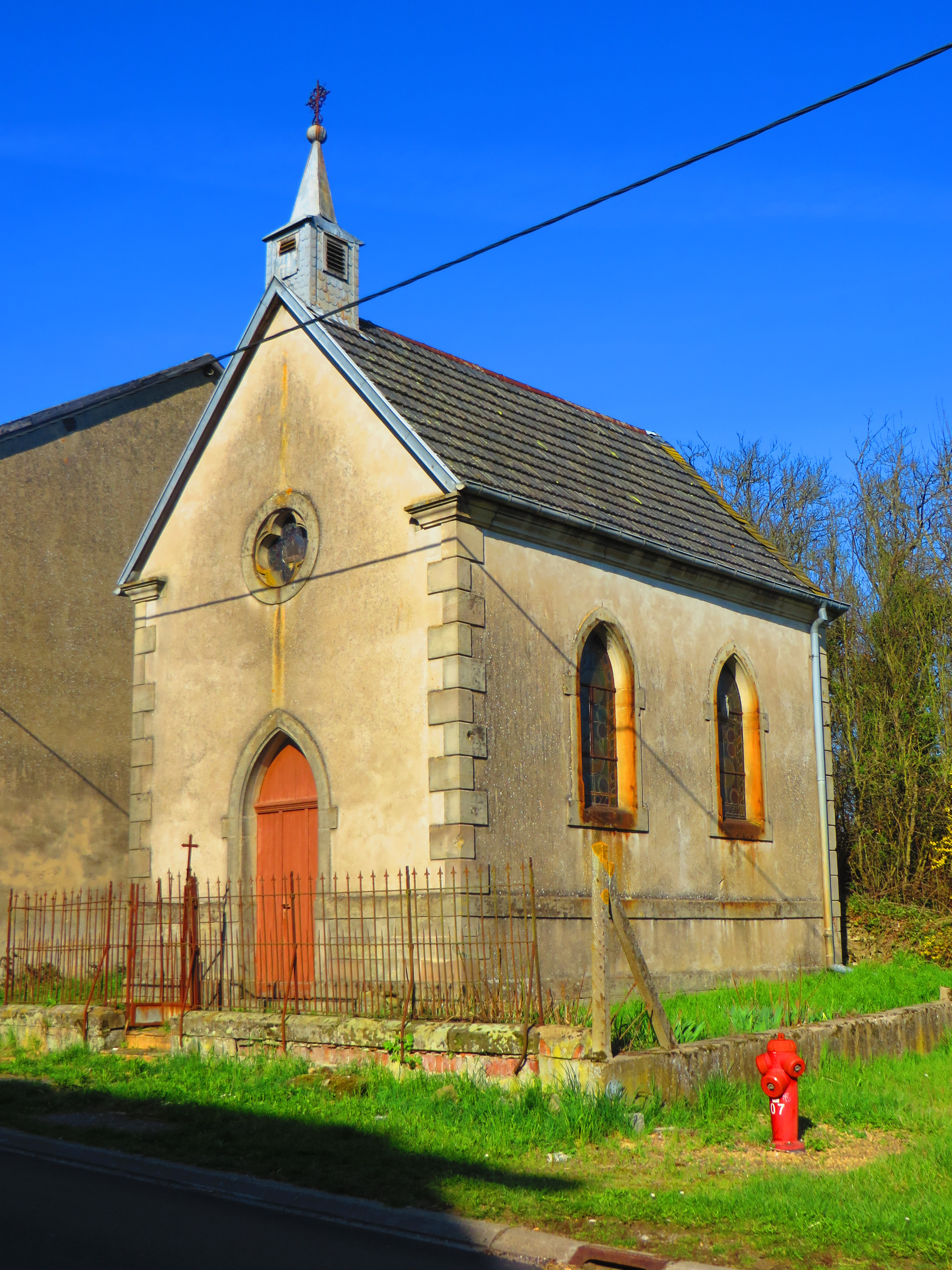
Uberkinger Chapelle Sainte-Odile.

- Église Saint-Jacques 1734 : autels XVIIIe siècle et mobilier XVIIIe siècle.
- Chapelle Sainte-Odile néo-gothique 1903 d'Uberkinger.

## Personnalités liées à la commune
- Victor Michel Heymès (1859-1932), homme politique lorrain. Prêtre, il fut député allemand au Landtag d'Alsace-Lorraine de 1911 à 1918.